# Lucie Horsch
Lucie Horsch (Amesterdão, 1999) é uma flautista neerlandesa, ganhadora do Prêmio Neerlandês de Música, no ano de 2020.

## Biografia
Nasceu no ano de 1999, na cidade de Amsterdã, como filha de Pascale Went e Gregor Horsch, músicos profissionais. Com 5 anos de idade, começou a estudar flauta doce na Escola de Música de Amsterdã (Muziekschool van Amsterdam), tendo Rob Beek como professor. Aos 11 anos, passou a estudar na Sweelinck Academie do Conservatório de Amsterdã, tendo Walter van Hauwe como professor. Em 2014, foi eleita a "Melhor Jovem Música dos Países Baixos" quando estava representando os Países Baixos no Festival Eurovisão de Jovens Músicos.
Entre os anos de 2018 e 2019, se apresentou com a Filarmônica de Hong Kong e Macedônia, com a Academia de Música Antiga, com a Orquestra de Câmara de Los Angeles, a Orquestra de Câmara de Manitoba, com a Residentie Orkest de Haia, a Filarmônica Arnhem e a Orquestra Estadual de Kassel.

## Discografia
- 2016 - Vivaldi.[3]
- 2019 - Baroque Journey.[1]
- 2022 - Origins.[4]

## Prêmios
- 2016 - Prêmio Jovem Talento Concertgebouw.[1][5]
- 2018 - Edison Klassiek (com o álbum Vivaldi).[3][1]
- 2019 - Opus Klassik Award (com o álbum Baroque Journey).[1][6]
- 2020 - Prêmio Neerlandês de Música.[1]